# Івочкіна Ніна Михайлівна
Ніна Михайлівна Івочкіна (нар. 13 березня 1941) — радянська і російська математикиня, заслужена працівниця вищої школи Російської Федерації (2001), лауреатка премії імені С. В. Ковалевської (1997).

## Життєпис
1963 року закінчила математично-механічний факультет ЛДУ, кафедра математичної фізики.
1968 року — захист кандидатської дисертації, науковий керівник професор Н. М. Уральцева.
1984 року — захист докторської дисертації, тема «Метод інтегральних нерівностей у деяких задачах математичної фізики і геометрії».
Від 1966 до 2012 року працювала в Санкт-Петербурзькому державному архітектурно-будівельному університеті.
Від 2013 року працює на кафедрі математичної фізики математико-механічного факультету Санкт-Петербурзького державного університету.
Під її керівництвом було захищено три кандидатські дисертації.
Член Санкт-Петербурзького математичного товариства та член AMS (Американське математичне товариство).

## Нагороди
- Премія імені С. В. Ковалевської (1997) — за цикл робіт «Нелінійні рівняння з частинними похідними»
- Заслужений працівник вищої школи Російської Федерації (2001)